# Mahbouba Seraj
Mahbouba Seraj (ur. 1948 w Kabulu) – afgańska dziennikarka i działaczka na rzecz praw kobiet.
W 1978 w Afganistanie trafiła do więzienia, a rok później została uznana przez ten kraj za persona non grata. Po tym wyjechała do USA; do Afganistanu wróciła w 2003 roku. Po powrocie zajmowała się m.in. walką o prawa kobiet, z przemocą domową i korupcją. Po przejęciu władzy przez Talibów pozostała w Afganistanie. W 2021 roku znalazła się na liście 100 najbardziej wpływowych osób świata według tygodnika Time. Wymieniana przez media jako jedna z kandydatek do Pokojowej Nagrody Nobla.